# Fairchild 21
Фэрчайлд 21 (англ. Fairchild 21 сокращённо F-21) — одномоторный двухместный биплан, разработанный и построенный в 1928 году американской компанией «Kreider-Reisner Aircraft Company» под наименованием «Kreider-Reisner 21» (сокращённо KR-21) в городе Хейгерстаун, штат Мэриленд. 
В 1929 году компания «Fairchild Aircraft» выкупила «Kreider-Reisner»» и продолжила производство самолёта под смешанным названием «Fairchild KR-21», а позднее уже под обособленным названием «Fairchild 21».
Более 200 единиц было произведено в 6 различных модификациях.

## Конструкция
«Fairchild 21» представлял собой расчалочный биплан с двумя открытыми кабинами расположенными тандемом (друг за другом), оснащался звездообразным поршневым двигателем Armstrong Siddeley Genet («Виверра») мощностью 80 л. с. (60 кВт). 
Модель KR-21-A оснащалась звездообразным поршневым 5-цилиндровым двигателем Kinner K-5 мощностью 100 л. с. (60 кВт). Хвостовое колесо шасси было фиксированным.
Модель KR-21-B была более мощной и оснащалась звездообразным поршневым 5-цилиндровым двигателем Kinner B-5(R-440) мощностью 125 л. с..

## Лётно-технические характеристики
| Технические характеристики  | Технические характеристики                                                 |
| --------------------------- | -------------------------------------------------------------------------- |
| Экипаж                      | 1 человек                                                                  |
| Пассажиры                   | 1 человек                                                                  |
| Длина                       | 6,55 м                                                                     |
| Размах крыла                | 8,61 м                                                                     |
| Площадь крыла               | 12,9 м²                                                                    |
| Масса пустого               | 342 кг                                                                     |
| Максимальная взлётная масса | 567 кг                                                                     |
| Двигатели                   | 1 × Armstrong Siddeley Genet 5-цилиндровый звездообразный, 80 л.с. (60кВт) |
| Лётные характеристики       |                                                                            |
| Крейсерская скорость        | 140 км/ч                                                                   |
| Максимальная скорость       | 169 км/ч                                                                   |
| Практическая дальность      | 684 км                                                                     |
| Практический потолок        | 2877 м                                                                     |